# シングル・アゲイン
「シングル・アゲイン」は竹内まりやの18枚目のシングル。1989年9月12日にアルファ・ムーン（現・ワーナーミュージック・ジャパン）より発売された。

## 解説
表題曲「シングル・アゲイン」は、日本テレビ『火曜サスペンス劇場』の8代目主題歌（1989年6月6日 - 1990年9月18日）として制作された。
交際していた男性が自分を捨てて他の女性と結婚した後に離婚し、再び ″独身″ (シングル) になったという噂を聞いた女性の揺れる複雑な心情を描写した楽曲。
竹内の楽曲には珍しく、歌謡曲に近いアレンジがなされている。竹内は主題歌の依頼を受けた当初、自分の作るポップスがドラマに合うのか迷ったが、「駅」のようなマイナー・コードの曲を自分が歌うために書いてみようと考え方を変えて作ったという。
これまでの楽曲との毛色の違いに周囲は戸惑ったが、1989年度の有線ランキングでは最多リクエスト賞を獲得。竹内の代表曲のひとつとなり、この曲の発表以降、次々とヒット作を生み出していくこととなる。
TBS『ザ・ベストテン』では、最終回の1989年9月28日に第8位にランクインし、1980年の「不思議なピーチパイ」以来9年ぶりのTOP10入りとなった。当時の竹内は主に主婦業と育児に専念中という理由で、同番組のスタジオには姿を見せなかった。しかし、司会の黒柳徹子と電話でのインタビューには応じており、竹内自身の近況や同番組の終了を惜しむコメント等を述べている。また、日本テレビ『歌のトップテン』のランクイン時も、竹内本人の出演は一切無かった。
B面曲「Hey! Baby」は、1985年に森下恵理のアルバム曲として提供した楽曲のセルフカバー。ベース以外の楽器演奏は全て山下達郎が担当している。

## チャート成績
累計売上は53.9万枚。竹内のロング・ヒット曲であり、シングル・レコードがリリースされた最後の作品でもある。シングルとしては「純愛ラプソディ」に次ぐ、2番目のヒット作となっている。

## 収録曲

### レコード・8cmCD
1. シングル・アゲイン
作詞・作曲：竹内まりや / 編曲：山下達郎 / ストリングス編曲：服部克久
  - 『火曜サスペンス劇場』8代目主題歌（1989年6月6日 – 1990年9月18日）
  - 『火曜ドラマゴールド』主題歌（2007年1月30日）
2. Hey! Baby
作詞・作曲：竹内まりや / 編曲：山下達郎
  - 森下恵理に提供した曲（1985年のアルバム『ボーイ・フレンド』収録）のセルフカバー。

### シングル・カセット

#### side A
1. シングル・アゲイン
2. シングル・アゲイン（オリジナル・カラオケ）

#### side B
1. Hey! Baby
2. Hey! Baby（オリジナル・カラオケ）

## レコーディング・メンバー
シングル・アゲイン
- 山下達郎：Computer Programming, Electric Guitar, Keyboards, Glocken & Percussion
- 青山純：Drums
- 伊藤広規：Electric Bass
- 難波弘之：Keyboards
- INLIN PAN：Strings Concert Master

Hey! Baby
- 山下達郎：Drum Programming, Computer Programming, Electric Guitar, Acoustic Guitar, Keyboards, Glocken, Percussion & Background Vocal
- 伊藤広規：Electric Bass

## 収録シングル・アルバム
- 『Quiet Life』（#1.）
- 『Impressions』（#1.）
- 『明日のない恋』（#1. '07 New Remasterとして収録）
- 『Denim』（#2. 初回限定盤ボーナス・ディスク）
- 『Expressions』（#1.）
- 『Turntable』（#2.）

## カバー
- 香西かおり（1990年8月25日、アルバム『恋舟／ベスト・ヒット』に収録）
- 鄭秀文（1990年10月、広東語版「離別」、アルバム『Sammi』に収録）
- ロデル・ナバル（1990年、フィリピン語版「Lumayo Ka Man」)[9]
- オズニー・メロ（1991年3月21日、アルバム『オレンジ・キュービック・シリーズ～TVメモリーズ・フォー・ユー』に収録）
- 草蜢（1993年5月18日、広東語版「原諒我是我」、アルバム『世界會變得很美』に収録）
- 草蜢（1994年4月6日、中国語版「誤會」、アルバム『暗戀的代價』に収録）
- 中森明菜（2002年3月20日、カバー・アルバム『-ZEROalbum- 歌姫2』に収録）
- フィービ・スノウ（2002年7月10日、コンピレーション・アルバム『Sincerely...〜Mariya Takeuchi Songbook〜』）
- 徳永英明（2006年8月30日、カバー・アルバム『VOCALIST 2』に収録）
- 中西保志（2007年2月21日、カバー・アルバム『Standards』に収録）
- 中田裕二[注釈 2]（2014年6月18日、カバー・アルバム『SONG COMPOSITE』に収録[10][11]）
- JUJU（2014年12月3日、カバー・アルバム『Request II』に収録）
- 大石まどか（2021年8月4日、シングル「茜の炎」のカップリング曲として収録）
- 林部智史（2024年6月5日、カバー・アルバム『カタリベ２』に収録）